# Pamiętniki Hadriana
Pamiętniki Hadriana (fr. Mémoires d'Hadrien) – jedna z powieści historycznych francuskiej pisarki Marguerite Yourcenar. Książka została opublikowana we Francji w 1951 roku zyskując uznanie. Przetłumaczona została na 16 języków.
Powieść jest stylizowana na list cesarza rzymskiego Hadriana do Marka Aureliusza, mającego wtedy 16 lat wnuka cesarza, który w 161 n.e. roku również objął Rzym we władanie. Z perspektywy umierającego Hadriana czytelnik powieści poznaje jego życie, poglądy polityczne i filozoficzne, sukcesy militarne. Czytelnik powieści widzi z punktu widzenia władcy starożytny Rzym u szczytu potęgi. Hadrian opowiada o swoich poglądach na sztukę, muzykę, pisze o swoim kochanku Antinousie – młodzieńcu, którego Hadrian wziął na swój dwór.
Pierwsze polskie wydanie ukazało się w 1961 roku nakładem PIW. Autorką przekładu jest Hanna Szumańska-Grossowa.